# Ополонское (Сумская область)
Ополонское (укр. Ополонське) — село,
Шпилевский сельский совет,
Сумский район,
Сумская область,
Украина.
Код КОАТУУ — 5924789106. Население по переписи 2001 года составляло 104 человека.

## Географическое положение
Село Ополонское примыкает к селу Бровково и в 1-м км от села Горное.
Рядом проходит автомобильная дорога Т-1909.